# Vedfamn
Vedfamn är ett svenskt mått som inte primärt var en volymenhet och som varierade i olika delar av landet, vilket ofta skapade förvirring. Mätningen av veden tillgick så, att veden staplades i ramar som var 3 alnar långa och 3 alnar höga. Däremot varierade vedtränas längd beroende på träslag, användningsområde och landsdel där måttet användes. Det förekom att barrved mättes med större famnar än björkved, eftersom den senare har högre bränslevärde.
Olika vedfamnar hade olika benämningar: järnvägsfamn, meterfamn, nyfamn, skogsfamn (tilltagen för rått virke och var därför lite större så att volymen skulle få önskad mäng efter torkning), Stockholms brofamn och storfamn (3 alnar hög och 4 alnar bred). Famnarna hade volymer från 3 m3 till 5 m3.   

## Olika vedfamnars storlek
| VEDFAMNAR       | Fot    | Kubikfot | Kubikmeter |
| --------------- | ------ | -------- | ---------- |
| Sexkvartersfamn | 6x8x3  | 144      | 3,77       |
| Femkvartersfamn | 6x8x2½ | 120      | 3,14       |
| Trealnarsfamn   | 6x6x3  | 108      | 2,83       |
| Skogsfamn       | 6x6x2½ | 90       | 2,36       |
| Järnvägsfamn    | 7x7x3  | 147      | 3,85       |
| Kubikfamn §)    | 6x6x6  | 216      | 5,65       |

§) Endast kubikfamnen är en verklig kubikfamn. För barrträd var famnen ofta något större, varvid man kompenserade för dess lägre bränslevärde. 